# Estadio Municipal de Espinar
El Estadio Municipal de Espinar es un recinto deportivo ubicado en la ciudad de Yauri, capital de la provincia de Espinar, Perú. Cuenta con una capacidad  total para 16 000 espectadores. El estadio alberga partidos de Copa Perú, campeonatos infantiles, Copa Perú femenino y eventos culturales.
Es el segundo estadio con más altitud del Perú (3920 m s. n. m.), después del Estadio Daniel Alcides Carrión de pasco, que han albergado fútbol profesional en alguna ocasión.
En las temporadas 2016-2019 albergó partidos de liga 2, del equipo local club Alfredo Salinas.
El 4 de agosto del 2013 albergó su primer partido de Primera División en el que Cienciano derrotó por 2-1 a Alianza Lima ante 13.494 espectadores 

Ese mismo año fue sede del primer partido de la eliminatoria entre el Real Garcilaso y Universitario en 2013. En la temporada 2013, sirvió de escenario local para el Cienciano por la Primera División del Perú. 

## Finales y Definiciones
| Fecha      | Local          | Resultado | Visitante     | Competición                      |
| ---------- | -------------- | --------- | ------------- | -------------------------------- |
| 08-12-2013 | Real Garcilaso | 3 - 2     | Universitario | Final Descentralizado 2013 (Ida) |